# إيما تريمبلي
إيما تريمبلي هي ممثلة كندية، ولدت في 21 أبريل 2004 في فانكوفر في كندا.

## أعمال

### أفلام
- وندر[3]

## وصلات خارجية
- إيما تريمبلي على موقع IMDb (الإنجليزية)
- إيما تريمبلي على موقع قاعدة بيانات الفيلم (الإنجليزية)